# Niaux
Niaux en idioma francés, es una localidad y comuna francesa, situada en el departamento del Ariège en la región de Mediodía-Pirineos.
A sus habitantes se les conoce por el gentilicio Niausiens.

## Demografía
| 245 | 228 | 221 | 230 | 226 | 201 |
| Para los censos de 1962 a 1999 la población legal corresponde a la población sin duplicidades (Fuente: INSEE [Consultar]) |     |     |     |     |     |

## Lugares de interés
- Fraguas que provienen de los tiempos del condado de Foix.
- Gruta de Niaux
- Museo de Pyrénéen. Con fraguas y otras maquinarias agrícolas e industriales. Contiene una "Forja Martinet" de la época aún en funcionamiento.